# Asia Scope
Asia Scope is de naam van een jaarlijks overzees Aziatisch filmfestival in Rotterdam. 

## Geschiedenis
Officieel heet het festival Asiascope Rotterdam. Het festival wordt voor het eerst georganiseerd in 2003 bij het filmtheater De Lantaren/Venster, toen onder de naam JONC Filmforum. In dat jaar werd het Nederlandstalige film Jacky (2000) van de Chinese-Nederlandse regisseur Fow Pying Hu getoond. 
Wat begon met slechts een film is het festival inmiddels uitgegroeid tot een volwaardig meerdaags festival waar producties van Aziatische regisseurs en documentairemakers over overzeese Aziaten getoond. In de beginjaren wordt het filmfestival opgezet door een aantal actieve leden van Jongeren Organisatie Nederlandse Chinezen (JONC). Inmiddels is het festivalprogramma uitgeroeid tot 13 films en met circa 2.500 bezoekers (2009). 

## Filosofie
Dat het overzeese Aziatisch filmfestival in Rotterdam plaatsvindt is niet vreemd. In Stadsregio Rotterdam bevindt zich namelijk een van de grootste Aziatisch (Chinese) gemeenschap van Europa. In de diverser wordende samenleving en de veranderende internationale verhoudingen, is identiteit niet meer iets vanzelfsprekends. De verzuiling is de Aziaten grotendeels onbekend, evenmin het leven als een gastarbeider. 
Vooral voor de tweede en derde generatie Aziatische jongeren in het westen is het soms schipperen tussen twee culturen (Never Perfect, getoond op festival in 2009. De worsteling met de cultuur en generatiebotsing en de dubbele identiteit is voortdurend de rode draad van het festival geweest. Asiascope biedt met haar festival Aziatische regisseurs en de kijkers een platform om met elkaar te communiceren en hun eigen identiteit te bevestigen of herbevestigen.  
Vanwege haar bijdrage aan de multiculturaliteit en het integratiedebat wordt het Asiascope permanent gesteund door Prins Bernhard Cultuurfonds, VSB Fonds, ErasmusStichting en JONC. De Asiascope gaat sinds 2007 door het leven als een stichting.